# Quilles du Poher
Le jeu de quilles du Poher est un jeu de centre Bretagne, dans la région du Poher. Le jeu de quille du Poher a été classé à l'inventaire du patrimoine culturel immatériel en France.

## Règles
Ce jeu nécessite 9 quilles de 32 cm de hauteur, 9 cm de diamètre à la base, généralement en forme d'obus ; une boule à mortaise et trou de 23 cm de diamètre environ ; un plancher en bois pour le jeu de quilles ; le pas de tir est généralement situé à 8,50 mètres environ et matérialisé par un cercle de 1, 30 mètre.
Il faut marquer le plus de points possible, en un ou trois lancers(selon la variante du jeu). Les quilles ne sont relevées que lorsqu'elles sont toutes abattues.
Il y cependant des variantes ai sein même de la région du Poher, notamment au niveau de la taille et de la forme des quilles, mais aussi dans la taille du plancher.